# 445

## Esdeveniments
- Totes les hordes dels huns s'unifiquen sota el lideratge únic d'Àtila.
- Els visigots assolen Ais de Provença.

## Necrològiques
- Bleda, co-rei dels huns amb el seu germà Àtila, presumptament assassinat per aquest en una cacera.